# Сучкорізи

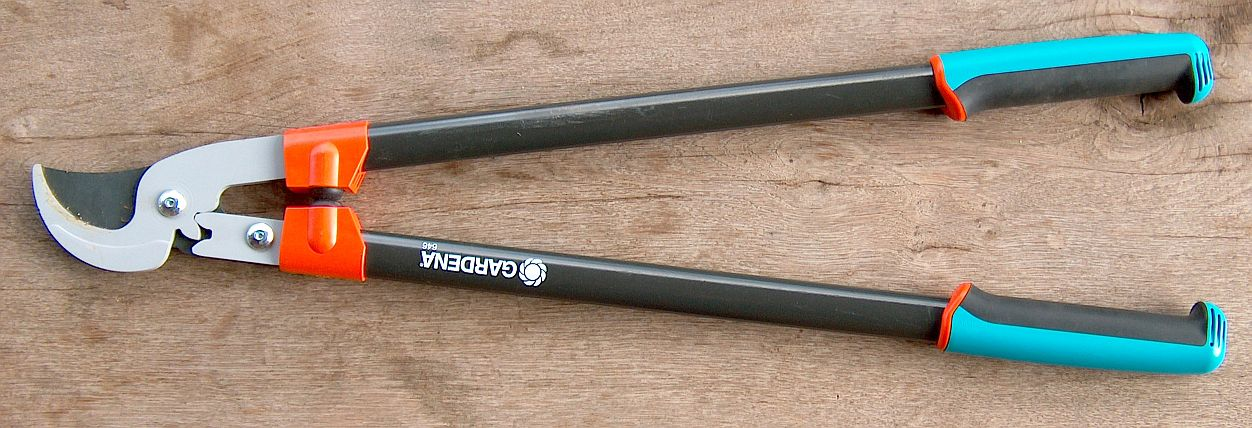
Обхідні сучкорізи з подвійними вигнутими лезами

Сучкорізи— це вид ножиць, які використовуються для обрізання сучків і дрібних гілок, як секатори з дуже довгими ручками. Ці ножиці є найбільшим типом серед ручних садових ріжучих інструментів.
Ними зазвичай керують двома руками, а ручки зазвичай становлять 30 см і 91 см в довжину, щоб дати хороший важіль. Деякі з них мають телескопічні ручки, які можна подовжити до двох метрів, щоб збільшити важіль і досягати вищих гілок на дереві. Сучкорізи в основному використовуються для обрізки гілок дерев діаметром менше 5 см. Деякі з новітніх конструкцій сучкорізів мають зубчасту або складну важільну систему, яка збільшує силу, прикладену до лез, або храповий привід.

## Етимологія
Слово lopper може вживатися як в однині, так і в множині, без зміни у значені. Форма множини, найбільш поширена в розмовному стилі мовлення, але рідше в друкованому вигляді, це plurale tantum і, здається, нагадує модель пари ножиць . Назва інструменту походить від дієслова «to lop», що означає відрізати (особливо сучки або гілки), що, у свою чергу, пов’язане з іменником тієї самої форми: «lop» — це період або сеанс обрізання гілок. Іменник і дієслово вперше з'явилися в середньоанглійській мові як loppe, але не мають відомих попередників або споріднених слів в інших мовах.

## Побудова
Основна відмінність між сучкорізами полягає в двох варіаціях – "обхідний" тип і тип "ковадло" . "Обхідні"  сучкорізи працюють як ножиці, за винятком того, що вони зазвичай мають лише одне лезо, яке рухається повз губок, або гачок із приблизно квадратним краєм, який зазвичай не заточений і в основному має увігнуту або гачкову форму, щоб гілки не вислизали з губок. Губки "обхідних" сучкорізів можуть бути прямими, вигнутими або  одне лезо вигнуте інше пряме. Сучкорізи типу "ковадло" мають одне загострене лезо з прямим або іноді вигнутим краєм, яке прилягає до плоскої поверхні, подібної до ковадла, з іншого боку губок, зазвичай виготовленого з більш м'якого металу, ніж лезо.
Сучкорізи  "ковадло" мають недолік: вони швидше розчавлюють гілки дерев, ніж ріжуть, іноді залишаючи неохайну рану, більш вразливу до інфекції. Їх головними перевагами є відносна міцність і менша ймовірність заклинювання волокнистим матеріалом під час роботи. Дуже тверді або пружні гілки іноді можуть відхиляти "обхідні" сучкорізи так, що матеріал або застрягає між лезами, або навіть розриває їх, що може бути небезпечним як для інструменту, так і для людини.
Обидва типи сучкорізів зазвичай мають підпружинений регулювальний гвинт у точці опори, який можна використовувати для зміцнення кріплення  лез, так як вони можуть розхитатись під час роботи. З "обхідними" ножицями це також корисно для видалення матеріалу, який заклинює леза. Сучкорізи  "ковадло" зазвичай мають гвинт для регулювання або від'єднання пластини, щоб її можна було пересувати для компенсації зносу або повністю замінити.

## Дивіться  також
- Садові ножиці (секатори) — менші садові ріжучі інструменти, якими зазвичай керують однією рукою

## Зовнішні посилання
- Вікісховище має мультимедійні дані за темою: Сучкорізи